# RapidShare
RapidShare — популярный файлообменник, существовавший с 2005 по 2015 год, сервера которого были физически расположены в Германии, и который финансировался за счёт продажи рекламы и учётных записей (англ. premium accounts). Закрыт с 31 марта 2015 года.
Владелец RapidShare, швейцарская компания RapidShare AG, заявляла, что их файлообменник является наибольшим в мире и указывает, что его массив жёстких дисков имеет суммарную ёмкость около 10 ПБ, а каналы — пропускную способность 600 Гбит/с. По состоянию на апрель 2012 года RapidShare занимал 155 место в рейтинге самых посещаемых ресурсов интернета по версии Alexa Internet. 

## История
Rapidshare был основан в 2005 году Кристианом Шмидом. Он же возглавил руководство компанией после ухода в апреле 2010 года из Rapidshare её CEO и COO Бобби Чанга.
Первоначально сервис RapidShare использовал два разных веб-сайта. Вначале появился RapidShare.de, использовавший немецкий домен верхнего уровня «.de», при этом главный офис компании находился в городе Хам (Цуг) в Швейцарии. Затем был запущен второй веб-сайт, RapidShare.com, который работал параллельно и независимо от RapidShare.de. 1 марта 2010 года веб-сайт RapidShare.de был закрыт, и посетители RapidShare.de теперь перенаправляются на RapidShare.com. Файлы, закачанные ранее на серверы RapidShare.de, стали недоступны для скачивания.
10 февраля 2015 года на главной странице сайта появилась информация о том, что 31 марта 2015 года сервис прекращает свою деятельность, а все учётные записи и файлы будут удалены.

## Скачивание файлов с сервера вручную
Для бесплатного скачивания файла необходимо перейти по полученной ссылке, нажать на открывшейся странице кнопку «Free user», подождать от 10 до 300 секунд (время зависит от размера файла, его популярности и трафика с вашего IP-адреса) и скачать файл.
Для платного скачивания необходимо приобрести премиум-аккаунт, который продается через систему PayPal (для ряда стран возможен банковский перевод). Его достоинство в том, что нет ограничения на количество потоков скачивания файла, есть возможность продолжить скачивание после обрыва связи и качать файл можно с любого IP, вне зависимости от того, с какого IP была получена сама ссылка.

## Автоматическое скачивание
Автоматическое скачивание с сервера возможно с помощью специальных программ, например JDownloader.

## Ограничения
С начала июля 2008 года руководством сайта было принято решение исключить ожидание определённого количества времени после закачивания файлов, как это было раньше. То есть, теперь можно закачивать файлы любого размера и после окончания сразу приступать к следующему. Но нужно подчеркнуть, что при этом значительно сократилась скорость скачивания (до 50 КБ/с).
С сентября 2008 года возможности скачивания для пользователей без премиум-аккаунта были снова урезаны — скорость снижена до 25 КБ/с (в зависимости от загрузки сети), а задержки перед скачиванием снова включены. В декабре 2008 скорость возросла до 2 Мбит/с, однако, она не гарантировалась (при загруженности каналов приоритет у премиум-аккаунтов). Была убрана капча и сокращено время ожидания между закачками.
С июня 2010 года был введён ряд ограничений. При первых нескольких скачиваниях с одного IP-адреса ожидание вообще отсутствует, однако, при последующих скачиваниях появляется время ожидания, которое с каждой попыткой увеличивается (вплоть до нескольких минут). Премиум-аккаунты теперь не имеют временного ограничения. Введены очки (rapids), которые списываются в зависимости от выбранного тарифного плана (в том числе и за хранение файлов).